# Fresnois-la-Montagne
Fresnois-la-Montagne település Franciaországban, Meurthe-et-Moselle megyében. Lakosainak száma 413 fő (2022. január 1.). Fresnois-la-Montagne Cons-la-Grandville, Cosnes-et-Romain, Montigny-sur-Chiers, Saint-Pancré, Tellancourt, Villers-la-Chèvre és Viviers-sur-Chiers községekkel határos.

## Népesség
A település népességének változása:
| Lakosok száma | 386  | 379  | 381  | 391  | 412  | 412  | 409  | 413  | 411  | 413  |
|               | 1968 | 1982 | 1990 | 2006 | 2013 | 2015 | 2017 | 2019 | 2020 | 2022 |